# インドシナオオスッポン
インドシナオオスッポン（Amyda cartilaginea）は、爬虫綱カメ目スッポン科インドシナオオスッポン属に分類されるカメ。本種のみでインドシナオオスッポン属を構成する。

## 分布
インドネシア（ジャワ島、スマトラ島、ボルネオ島）、カンボジア、タイ、ベトナム、マレーシア、ミャンマー南部、ラオス

## 形態
最大甲長83センチメートル。全身の色彩は褐色や暗黄色。
幼体は背甲が灰色や緑褐色で、暗褐色や黄褐色、橙色の斑紋が入る。成長に伴い斑紋は消失する。

## 分類
本種より丸みを帯びた独立種としてA. nakornsrithammarajensisが記載されたが、本種の個体変異にすぎないとしてシノニムとする説が有力。

## 生態
森林を流れる渓流や低地にある底質が泥の流れの緩やかな河川、湖沼、池などに生息する。夜行性だが、日光浴を行うこともある。
食性は動物食傾向の強い雑食で、魚類、両生類、昆虫、甲殻類、貝類、果実などを食べる。
繁殖形態は卵生。河川周辺の草原や土手などに1回に10-30個の卵を年に2-4回に分けて産む。

## 人間との関係
生息地では食用とされることもある。
開発による生息地および産卵場所の破壊、水質汚染、食用やペット用の乱獲などにより生息数は減少している。
ペットとして飼育されることもあり、日本にも輸入されている。